# فرودگاه باب‌الله
فرودگاه باب‌الله (به انگلیسی: Babullah Airport) یک فرودگاه با کد یاتا TTE است که یک باند فرود آسفالت دارد و طول باند آن ۲۲۰۰ متر است. این فرودگاه در کشور اندونزی قرار دارد و در ارتفاع ۱۵ متری از سطح دریا واقع شده‌است.